# Your Love Is My Drug
Your Love Is My Drug je píseň americké popové zpěvačky Keshy. Píseň pochází z jejího debutového alba Animal. Produkce se ujali producenti Dr. Luke, Benny Blanco, Ammo.

## Hitparáda
| Země           | Umístění |
| -------------- | -------- |
| Austrálie      | 3        |
| Česko          | 21       |
| Kanada         | 6        |
| Nový Zéland    | 15       |
| Maďarsko       | 7        |
| Velká Británie | 13       |
| USA            | 4        |
| Slovensko      | 9        |
| Německo        | 19       |